# Osgoodomys banderanus
Osgoodomys banderanus är en däggdjursart som först beskrevs av J. A. Allen 1897.  Osgoodomys banderanus är ensam i släktet Osgoodomys som ingår i familjen hamsterartade gnagare. IUCN kategoriserar arten globalt som livskraftig. Inga underarter finns listade.

## Beskrivning
Individerna når en kroppslängd (huvud och bål) av 10 till 12 cm och därtill kommer en lika lång eller något längre svans. Vikten ligger vid 50 till 70 gram. Pälsen är ockra på ovansidan med några kanelfärgade eller gråa skuggor. Buken och fötterna gulvit till vit och även svansen har en mörk ovansida och en ljus undersida. Arten skiljer sig i detaljer av skallens och genitaliernas konstruktion från andra hamsterartade gnagare.
Osgoodomys banderanus förekommer i sydvästra Mexiko. Arten vistas där i låglandet och i upp till 1400 meter höga bergstrakter. Habitatet varierar mellan skogar, gräsmarker och buskland.
Denna gnagare bygger bon av växtdelar som placeras i trädens håligheter eller gömd bakom stenar. Den äter frön, frukter och insekter. Dräktiga honor har observerats under våren och de hade ett eller två embryon.